# ملكة جمال الكون 1954
ملكة جمال الكون 1954 هي مسابقة ملكة جمال الكون الثالثة في تاريخ مسابقة ملكة جمال الكون منذ انطلاقتها عام 1952، عقدت المسابقة في 24 يوليو 1954 في قاعة مركز لونغ بيتش للمؤتمرات والترفيه في لونغ بيتش ، كاليفورنيا ، الولايات المتحدة. تنافست 33 متسابقة على لقب مسابقة ملكة جمال الكون. في نهاية الحدث فازت ملكة جمال الولايات المتحدة الأمريكية ميريام ستيفنسون البالغة من العمر 21 عامًا، وتعتبر أول ملكة جمال أميركية وأول فائزة تتوجها ملكة جمال الكون.

## النتائج

### المراكز النهائية

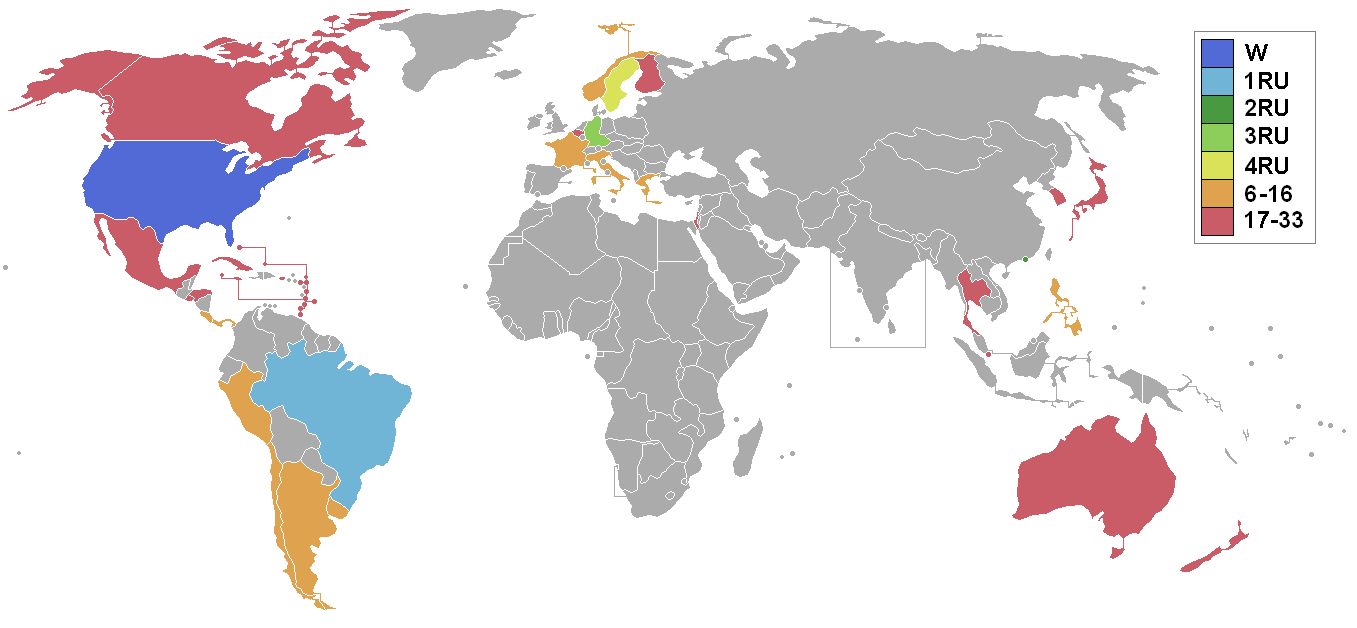
ملكة جمال الكون 1954 الدول المشاركة والنتائج

| النتائج النهائية     | المتنافسة |
| -------------------- | --- |
| ملكة جمال الكون 1954 | - الولايات المتحدة - ميريام ستيفنسون |
| الوصيفة الأولى       | - البرازيل - مارثا روتشا |
| الوصيفة الثانية      | - هونغ كونغ - فرجينيا لي واي تشون |
| الوصيفة الثالثة      | - ألمانيا - ريجينا إرنست |
| الوصيفة الرابعة      | - السويد - راجنهيلد أولوسون |
| أفضل 16              | - الأرجنتين - إيفانا كيسلينجر - تشيلي - غلوريا ليجوس - كوستاريكا - ماريان اسكوفيل - فرنسا - جاكلين بير - اليونان - ريكا ديالينا - إيطاليا - ماريا بالاني - النرويج - منى ستورنز - بنما - ليليانا توري - بيرو - إيزابيلا ليون - الفلبين - بليسيلدا أوكامبو - الأوروغواي - أنا مورينو |

## المتسابقات
- ألاسكا - شارلين لاندر
- الأرجنتين - إيفانا أولغا كيسلينغر
- أستراليا - شيرلي بليس
- بلجيكا - كريستيان دارنا نيكارتس
- البرازيل - ماريا مارثا هاكر روشا
- كندا - جويس ماري لاندري
- تشيلي - غلوريا ليجوس
- كوستاريكا - ماريان إسكوفيل ماكوين
- كوبا - إيزيس فينلاي
- السلفادور - ميرنا روس أوروزكو
- فنلندا - لينيتا آيريستو
- فرنسا - جاكلين بير
- ألمانيا - ريجينا إرنست
- اليونان - ريكا ديالينا
- هندوراس - ليليام باديلا
- هونغ كونغ - فرجينيا لي واي تشون
- إسرائيل - أفيفا بير
- إيطاليا - ماريا تيريزا بالاني
- اليابان - ميكو كوندو
- كوريا - كاي سون هاي
- المكسيك - إلفيرا كاستيلو أوليفيرا
- نيوزيلندا - موانا مانلي
- النرويج - منى ستورنز
- بنما - ليليانا توري
- بيرو - إيزابيلا ليون
- الفلبين - بليسيلدا أوكامبو
- بورتوريكو - لوسي سانتياغو
- سنغافورة - مارجوري وي
- السويد - راجنهيلد أولوسون
- تايلند - امارا اسافاناندا
- الولايات المتحدة - ميريام ستيفنسون
- الأوروغواي - أنا مورينو
- جزر الهند الغربية - إيفلين لورا أندرادي

### ظهر لإول مرة
- الأرجنتين
- البرازيل
- كوستاريكا
- السلفادور
- هندوراس
- كوريا
- نيوزيلندا
- سنغافورة
- تايلاند
- جزر الهند الغربية

### عائدات
آخر مشاركة في 1952:
- تشيلي
- كوبا
- هونغ كونغ
- إسرائيل

### الانسحابات
- النمسا
- الدنمارك
- هاواي - كابيولاني ميلر
- جنوب أفريقيا
- سويسرا
- تركيا
- فنزويلا

### لم تنافس
- غيانا البريطانية - كاميلا ريجو

### استبدال
- اليونان - تم استبدال إيفي أندرولاكيس بريكا ديالينا.

### الجوائز
- اليونان - ملكة جمال الصداقة (إيفي أندرولاكيس)
- البرازيل - الفتاة الأكثر شهرة (مارثا روتشا)

## الروابط الخارجية
- موقع ملكة جمال الكون الرسمي